# Diedrichshagen (Weitenhagen)
Diedrichshagen – część gminy Ortsteil) Weitenhagen w Niemczech, w kraju związkowym Meklemburgia-Pomorze Przednie, w powiecie Vorpommern-Greifswald, w Związku Gmin Landhagen. Do 25 maja 2019 samodzielna gmina.  